# GLSL
GLSL (OpenGL Shading Language) é uma linguagem de shading de alto nível baseada na linguagem de programação C. Foi criada pela OpenGL ARB para dar aos desenvolvedores controle mais direto do pipeline de gráficos sem ter de usar a linguagem de assembly ou linguagens específicas de hardware. A especificação atual da GLSL é a versão 4.60.8